# Veronika Rücker

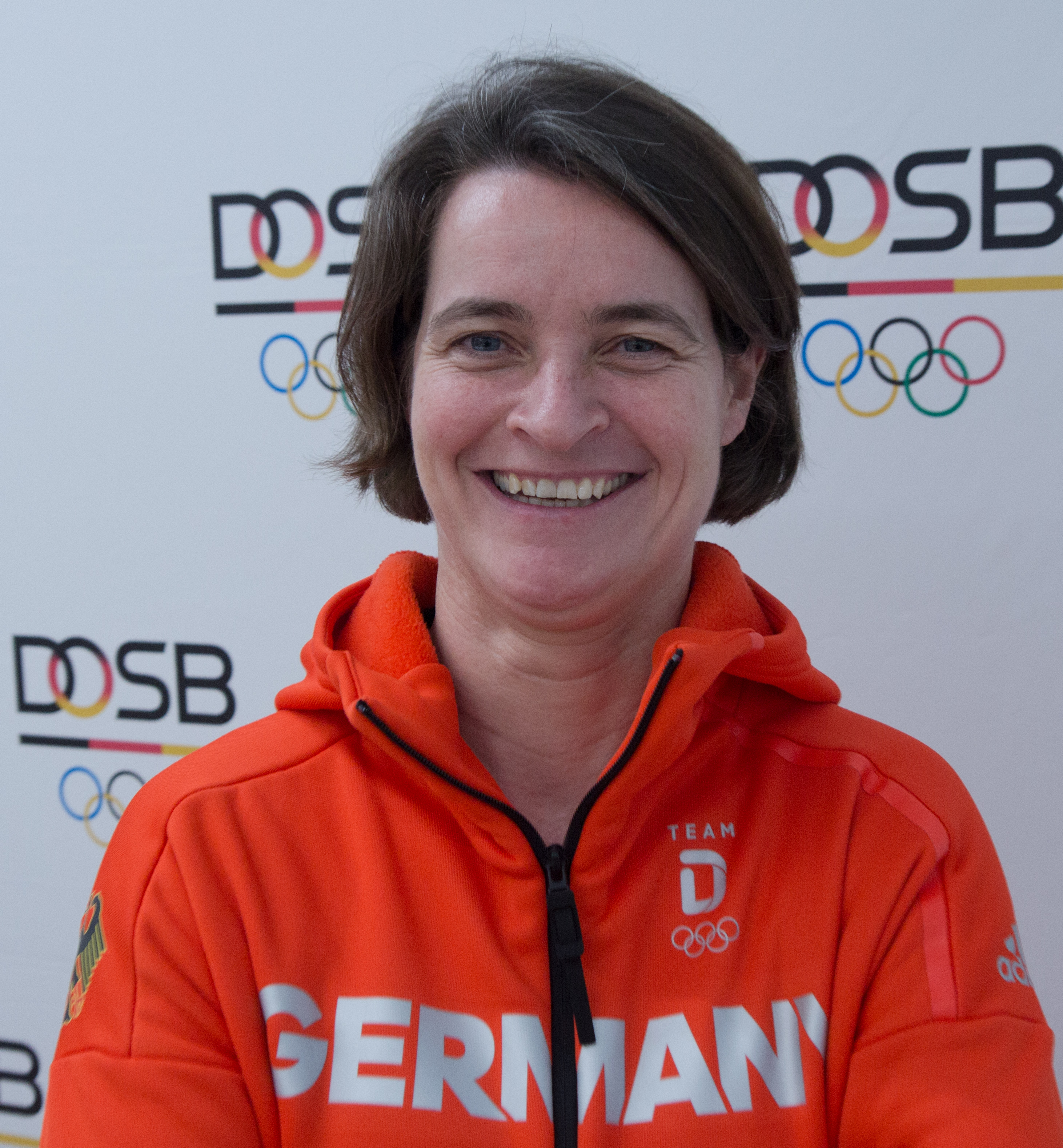
Veronika Rücker (2018)

Veronika Rücker (* 1. Juni 1970 in Nordhorn) ist eine deutsche Sportfunktionärin, ehemalige Vorstandsvorsitzende des Deutschen Olympischen Sportbundes (DOSB) und Sportdirektorin beim Deutschen Tennis Bundes (DTB).

## Karriere
Veronika Rücker war von 2000 bis 2008 wissenschaftliche Mitarbeiterin am Institut für Sportökonomie und Sportmanagement der Deutschen Sporthochschule Köln. Von 2007 bis 2017 war sie für die Führungs-Akademie des DOSB in Köln tätig; zunächst als Wissenschaftliche Referentin, ab 2012 als Leiterin Weiterbildung und ab 2015 als Direktorin. 
Zum 1. Juli 2018 wurde sie als Nachfolgerin von Michael Vesper zur Vorstandsvorsitzenden des DOSB berufen. Zugleich wurde sie auch Mitglied im Kuratorium der Sepp-Herberger-Stiftung, Vorstandsvorsitzende der Führungs-Akademie des DOSB und Aufsichtsratsmitglied der NADA.
Am 12. November 2021 wurde bekannt, dass Rücker ihr Amt als DOSB-Vorstandsvorsitzende zum Ende des Jahres niederlegen wird. Ihrem Rücktritt vorangegangen waren anonyme Vorwürfe einer „Kultur der Angst“ innerhalb des DOSB und ein fragwürdiges Agieren von Seiten Rückers und DOSB-Präsident Alfons Hörmann in dieser Angelegenheit.